# P.A.Works
P.A.Works (株式会社ピーエーワークス, Kabushiki gaisha Pī Ē Wākusu) est un studio de films et séries d'animation japonais fondé le 10 novembre 2000 et situé à Nanto dans la préfecture de Toyama au Japon.

## Histoire
Kenji Horikawa (en), producteur et membre du bureau de direction du studio Bee Train fonde le 10 novembre 2000 le studio Koshinaka Dōga Honpo Kabushiki gaisha (越中動画本舗株式会社) à Jōhana, aujourd'hui intégré à la municipalité de Nanto, dans la préfecture de Toyama. Le premier janvier, le studio change de nom pour Kabushiki gaisha P.A.Works (株式会社ピーエーワークス), P.A. pour Progressive Animation. Alors que l'animation et la CG se fait dans le studio de Nanto, la production est confiée au studio de Kodaira, dans la préfecture de Tōkyō.
De 2002 à 2008, le studio fait essentiellement un travail de sous-traitance pour d'autres studios notamment Shin-Ei Animation, Production I.G, Bones ou encore Bee Train. Elle réalise également les sections animé des jeux vidéo de la saga Professeur Layton depuis 2006. En 2008, le studio sort sa première production, True Tears.
Le 20 avril 2018, P.A.Works a annoncé la création d'une nouvelle marque de publication de livre numérique appelée P.A.Books et dont la première publication étant une adaptation en roman de leur première série d'animation, True Tears.

## Production

### Séries télévisées
| Titre                          | Réalisateur            | Dates de 1re diffusion | Dates de 1re diffusion | Nb. éps. | Notes |
| Titre                          | Réalisateur            | Début                  | Fin                    | Nb. éps. | Notes |
| ------------------------------ | ---------------------- | ---------------------- | ---------------------- | -------- | --- |
| True Tears                     | Junji Nishimura        | 6 janvier 2008         | 30 mars 2008           | 13       | Une adaptation libre du visual novel de La'cryma True Tears (en).                                                     |
| Canaan                         | Masahiro Ando          | 4 juillet 2009         | 26 septembre 2009      | 13       | Tiré du visual novel sur la Wii de Nintendo 428: Fūsa Sareta Shibuya de avec un scénario de TYPE-MOON.                |
| Angel Beats!                   | Seiji Kishi            | 3 avril 2010           | 26 juin 2010           | 13       | Un projet de collaboration avec Key, Aniplex et Dengeki G's Magazine. Histoire originale conçue par Jun Maeda.        |
| Hanasaku Iroha                 | Masahiro Ando          | 3 avril 2011           | 25 septembre 2011      | 26       | Histoire originale conçue par Mari Okada.                                                                             |
| Another                        | Tsutomu Mizushima      | 9 janvier 2012         | 27 mars 2012           | 12       | Tiré du roman de Yukito Ayatsuji (en).                                                                                |
| Tari Tari (en)                 | Masakazu Hashimoto     | 1er juillet 2012       | 23 septembre 2012      | 13       | Histoire originale conçue par Evergreen.                                                                              |
| RDG: Red Data Girl (en)        | Toshiya Shinohara (en) | 16 mars 2013           | 1er juin 2013          | 12       | Tiré du roman de Noriko Ogiwara.                                                                                      |
| Koitabi: True Tours Nanto (ja) | Junji Nishimura        | 28 avril 2013          | 28 avril 2013          | 6        | Histoire originale conçue par Mari Okada.                                                                             |
| Uchōten Kazoku (en)            | Masayuki Yoshihara     | 7 juillet 2013         | 29 septembre 2013      | 13       | Tiré du roman de Tomihiko Morimi.                                                                                     |
| Nagi no Asukara                | Toshiya Shinohara      | 3 octobre 2013         | 3 avril 2014           | 26       | Un projet de collaboration avec Buriki and Dengeki Daioh. Histoire originale conçue par Mari Okada.                   |
| Glasslip                       | Junji Nishimura        | 3 juillet 2014         | 25 septembre 2014      | 13       | Projets originaux |
| Shirobako                      | Tsutomu Mizushima      | 9 octobre 2014         | 26 mars 2015           | 24       | Projets originaux |
| Charlotte                      | Yoshiyuki Asai (en)    | 4 juillet 2015         | 26 septembre 2015      | 13       | Un second projet de collaboration avec Key, Aniplex et Dengeki G's Magazine. Histoire originale conçue par Jun Maeda. |
| Haruchika (en)                 | Masakazu Hashimoto     | 7 janvier 2016         | 24 mars 2016           | 12       | Tiré du roman de Sei Hatsuno (en).                                                                                    |
| Kuromukuro                     | Tensai Okamura         | 7 avril 2016           | 29 septembre 2016      | 26       | Projet du 15e anniversaire du studio.                                                                                 |
| Sakura Quest                   | Soichi Masui           | 5 avril 2017           | 20 septembre 2017      | 25       | Histoire originale conçue par Alexandre S. D. Celibidache.                                                            |
| Uchōten Kazoku (saison 2) (en) | Masayuki Yoshihara     | 9 avril 2017           | 25 juin 2017           | 12       | Tiré du roman de Tomihiko Morimi et de la suite de Uchōten Kazoku.                                                    |
| Uma Musume Pretty Derby        | Kei Oikawa             | 2 avril 2018           | 18 juin 2018           | 13       | Basé sur le jeu mobile de Cygames.                                                                                    |
| Sirius the Jaeger (en)         | Masahiro Ando          | 12 juillet 2018        | 27 septembre 2018      | 13       | Projets originaux |
| Irozuku sekai no ashita kara   | Toshiya Shinohara      | 6 octobre 2018         | 29 décembre 2018       | 13       | Projets originaux |
| Fairy Gone                     | Kenichi Suzuki         | 7 avril 2019           | 24 juin 2019           | 24       | Projets originaux |
| A3!                            | Keisuke Shinohara      | 13 janvier 2020        | 22 juin 2020           | 12       | Basé sur le jeu mobile de Liber Entertainment ; coproduite avec 3Hz.                                                  |
| Appare-Ranman!                 | Masakazu Hashimoto     | 10 avril 2020          | 25 septembre 2020      | 13       | Projet original. |
| The Day I Became a God         | Yoshiyuki Asai         | 11 octobre 2020        | 27 décembre 2020       | 12       | Production originale basée sur un concept initial de Jun Maeda et en collaboration avec Key et Aniplex.               |
| Aquatope on White Sand (en)    | Toshiya Shinohara      | 8 juillet 2021         | 17 décembre 2021       | 24       | Projet original. |
| Ya Boy Kongming!               | Shū Honma              | 5 avril 2022           | 21 juin 2022           | 12       | Basé sur le manga de Yūto Yotsuba et Ryō Ogawa.                                                                       |
| Skip and Loafer                | Kotomi Deai            | 4 avril 2023           | 20 juin 2023           | 12       | Adaptation du manga de Misaki Takamatsu                                                                               |

### Films d'animations
| Titre                                  | Réalisateur        | Date de sortie   | Note(s) |
| -------------------------------------- | ------------------ | ---------------- | --- |
| Professeur Layton et la Diva éternelle | Masakazu Hashimoto | 19 décembre 2009 | Film de 90 minutes, co-produit avec OLM et Robot Communications (en).Suite de la série de jeux vidéo Professeur Layton.         |
| Mai no Mahō to Katei no Hi (en)        | Masayuki Yoshihara | 20 février 2011  | Téléfilm de 30 minutes. |
| Bannou Yasai Ninninman                 | NC                 | 5 mars 2011      | Collaboration avec le projet de formation de l'Association japonaise des créateurs d'animation (en) pour les jeunes animateurs. |
| Hanasaku Iroha: Home Sweet Home        | Masahiro Ando      | 30 mars 2013     | Film de 66 minutes. Suite de Hanasaku Iroha.                                                                                    |
| Maquia                                 | Mari Okada         | 24 février 2018  | Long-métrage original de 115 minutes avec un scénario de Mari Okada.                                                            |
| Shirobako                              | Tsutomu Mizushima  | 29 février 2020  | Suite de la série télévisée d'animation.                                                                                        |

### Coopération de production

#### Séries télévisées
- Blood+ - Animation intermédiaire
- Darker than Black - Assistance à la production
- Eureka Seven - Animation intermédiaire
- Immortal Grand Prix (saison 2) (en) - Animation intermédiaire, Animation clé, Assistance à la production
- Le Chevalier d'Éon - Animation intermédiaire
- Mushishi - Animation intermédiaire
- Spider Riders - Assistance sur tous les épisodes de la première saison
- Tsubasa Chronicle - Co-production pour certains épisodes

#### Films d'animations
- .hack//Liminality - Association de production
- Doraemon the Movie: Nobita's New Great Adventure into the Underworld - The Seven Magic Users
- Evangelion: 1.0 You Are (Not) Alone
- Fullmetal Alchemist: Conqueror of Shamballa
- Ghost in the Shell: SAC Solid State Society - Animation intermédiaire, Assistance à la production
- Sword of the Stranger

#### Jeux vidéo
- Professeur Layton et l'Étrange Village
- Professeur Layton et la Boîte de Pandore
- Professeur Layton et le Destin perdu
- Professeur Layton et l'Appel du Spectre
- Professeur Layton et le Masque des miracles
- Professeur Layton et l'Héritage des Aslantes
- Trigger Heart Exelica -Enhanced-
- Wild Arms 3: Avec Bee Train

### Autres animations
- Un ciel beau à vous faire pleurer -Six histoires sur les charmes de Toyama- :
  - Un ciel beau à vous faire pleurer « Histoires d'amour sur le Mont Tateyama »[17]
  - Une mer belle à vous faire pleurer « Une amitié sur la plage »[18]
  - Une cuisine belle à vous faire pleurer « Grand-père à Gokayama »[19]